# Jeux de la Micronésie de 2010
Navigation
Saipan 2006 Pohnpei 2014
Les 7es Jeux de la Micronésie, organisés par le Comité national olympique des Palaos ont eu lieu du 1er au 10 août 2010, sur l'île de Koror à Palaos. Les jeux de 2010 sont les deuxièmes organisés par Palaos après ceux de 1998 s'étant également déroulés à Koror. En 2005, les Palaos ont également organisé les Mini-Jeux du Pacifique. Palaos est le territoire qui remporte le plus de médailles d'or avec 129 médailles dont 54 titres.

## Sélection du pays hôte
Trois membres du Conseil des Jeux de la Micronésie se sont présentés comme candidats à l'organisation de cette septième édition : les Îles Marshall, Yap et Kosrae. Kosrae a dû retirer sa candidature en 2007 à cause de problèmes de financement. Les îles Marshall ont obtenu le plus grand nombre de voix parmi les représentants des différentes délégations présentes. En mars 2008, lors d'une réunion du Conseil des Jeux de la Micronésie, le secrétaire général du Comité national olympique des Îles Marshall, Terry Sasser, a déclaré que les Jeux qu'ils s'étaient engagé à mettre sur pied ne pouvaient pas avoir la même étendue que les Jeux de 2006 et que le nombre de sports serait réduit faute d'avoir toutes les installations nécessaires. À la suite du désistement des îles Marshall, en mai 2008, un nouveau vote a lieu pour départager les Palaos et Guam qui ont soumis leur candidature,. Les Palaos l'emportent.
Un concours est lancé en novembre 2008 pour la réalisation d'un logo pour la compétition.

## Délégations participantes
Les participants à cette compétition sont deux territoires organisés non incorporés des États-Unis, Guam et les Îles Mariannes du Nord, deux pays souverains (les îles Marshall et les Palaos), et les quatre États constitutifs des États fédérés de Micronésie, Chuuk, Pohnpei, Kosrae et Yap, qui concourent séparément.

## Compétition

### Cérémonies
La cérémonie d'ouverture se tient en présence du président de Palaos Johnson Toribiong qui déclare que ces Jeux représentent une étape importante dans le développement du pays, que la venue d'athlètes et de dirigeants politiques venant de toute la Micronésie rend le moment très excitant, inspire les paluans et crée un sentiment de fraternité à travers tout le Pacifique.
La cérémonie de clôture, très simple, se déroule avec les athlètes au National stadium. Le président des Jeux de la Micronésie, Bill Keldermans, et le président du Comité d'Organisation, Frank Kyota, déclarent leur fierté dans la contribution de Palaos au succès des Jeux et à la nouvelle ère d'esprit sportif à travers la Micronésie.

### Sports au programme
Quinze sports sont au programme de ces jeux : l’athlétisme, le baseball, le basketball, le football, l'haltérophilie, la lutte, le Micronesian all around, la natation, la pêche sous-marine, le softball, le tennis, le tennis de table, le triathlon, le volley-ball, la course de Va'a.

### Tableau des médailles
Les Palaos sont le territoire qui remportent le plus de médailles d'or avec 129 médailles dont 54 titres.
| Rang  | Nation                 | Or  | Argent | Bronze | Total |
| ----- | ---------------------- | --- | ------ | ------ | ----- |
| 1     | Palaos                 | 54  | 44     | 31     | 129   |
| 2     | Îles Mariannes du Nord | 44  | 23     | 25     | 92    |
| 3     | Guam                   | 20  | 25     | 21     | 66    |
| 4     | Îles Marshall          | 19  | 18     | 20     | 57    |
| 5     | Yap                    | 13  | 11     | 15     | 39    |
| 6     | Pohnpei                | 12  | 15     | 19     | 46    |
| 7     | Chuuk                  | 8   | 7      | 8      | 23    |
| 8     | Kosrae                 | 0   | 1      | 12     | 13    |
| Total | Total                  | 170 | 144    | 151    | 465   |

### Athlétisme
Les femmes et les hommes participent à dix-huit épreuves,.
- Femmes

Les meilleures performances des Jeux (RJ = Record des Jeux) ont été battues sur les 100 m, 200 m, 400 m, 800 m, 400 m haies, relais 4 × 400 m, triple-saut et pentathlon. Par rapport aux Jeux de 2006, le 10 000 m, le semi-marathon, le 6 km cross-country, le cross-country par équipe et le lancer de marteau ne sont plus au programme. Le 10 km sur route fait sa première apparition.
| Épreuves          | Or | Argent                                                                         | Bronze                                                                                 |
| 100 m             | Yvonne Bennett Îles Mariannes du Nord 12 s 68 RJ                                                         | Naomi Burke Guam 13 s 43                                                       | Mihter Wendolin Pohnpei 13 s 51                                                        |
| 200 m             | Yvonne Bennett Îles Mariannes du Nord 26 s 41 RJ                                                         | Naomi Blaz Guam 27 s 60                                                        | Naomi Burke Guam 27 s 88                                                               |
| 400 m             | Yvonne Bennett Îles Mariannes du Nord 1 min 1 s 30 RJ                                                    | Haley Nemra Îles Marshall 1 min 2 s 15                                         | Naomi Blaz Guam 1 min 4 s 34                                                           |
| 800 m             | Haley Nemra Îles Marshall 2 min 27 s 40 RJ                                                               | Amy Atkinson Guam 2 min 27 s 60                                                | Merisen Cornelio Chuuk 2 min 42 s 68                                                   |
| 1 500 m           | Amy Atkinson Guam 5 min 9 s 66                                                                           | Haley Nemra Îles Marshall 5 min 22 s 80                                        | Nicole Layson Guam 5 min 30 s 05                                                       |
| 5 000 m           | Mamiko Oshima-Berger Îles Mariannes du Nord 21 min 11 s 62                                               | Nicole Layson Guam 21 min 17 s 82                                              | Haley Nemra Îles Marshall 21 min 32 s 75                                               |
| 10 km sur route   | Mamiko Oshima-Berger Îles Mariannes du Nord 46 min 9 s 40                                                | Nicole Layson Guam 47 min 21 s 29                                              | Sheena Subido Guam 54 min 53 s 70                                                      |
| 100 m haies       | Jacquelin Wonenberg Îles Mariannes du Nord 16 s 49                                                       | Sorai Reklai Palaos 17 s 40                                                    | Liamwar Rangamar Îles Mariannes du Nord 18 s 56                                        |
| 400 m haies       | Jacquelin Wonenberg Îles Mariannes du Nord 1 min 13 s 68 RJ                                              | Liamwar Rangamar Îles Mariannes du Nord 1 min 14 s 28                          | Ruby Joy Gabriel Palaos 1 min 16 s 91                                                  |
| 4 × 100 m         | Reylynn Jones Sapong, Jacquelin Wonenberg, Yvette Bennett, Yvonne Bennett Îles Mariannes du Nord 52 s 96 | Ruby Joy Gabriel, Sorai Reklai, Darlene Riungel, Sarabeth Ksano Palaos 54 s 56 | Olifera Mailo, Aphtarsia Lodge, Darla Simina, Monserat Phillip Chuuk 55 s 07           |
| 4 × 400 m         | Jacquelin Wonenberg, Yvette Bennett, Liamwar Rangamar, Yvonne Bennett Palaos 4 min 24 s 94 RJ            | Naomi Blaz, Noreen Ericsson, Nicole Layson, Amy Atkinson Chuuk 4 min 29 s 57   | Mihter Wendolin, Reloliza Saimon, Amanda Wendolin, Ashley Apiner Pohnpei 4 min 31 s 86 |
| Saut en hauteur   | Colleen Gibbons Palaos 1,48 m                                                                            | Carissa Trolii Palaos 1,40 m                                                   | Jacquelin Wonenberg Îles Mariannes du Nord 1,30 m                                      |
| Saut en longueur  | Mihter Wendolin Pohnpei 4,55 m                                                                           | Jacquelin Wonenberg Îles Mariannes du Nord 4,48 m                              | Noreen Ericsson Guam 4,46 m                                                            |
| Triple-saut       | Jacquelin Wonenberg Îles Mariannes du Nord 10,10 m RJ                                                    | Mihter Wendolin Pohnpei 9,81 m                                                 | Naomi Blaz Guam 9,34 m                                                                 |
| Lancer du poids   | Chandis Cooper Palaos 10,31 m                                                                            | Genie Gerardo Guam 9,68 m                                                      | Jenequa Sullivan Benaven Îles Mariannes du Nord 9,55 m                                 |
| Lancer du disque  | Jenequa Sullivan Benaven Îles Mariannes du Nord 31,34 m                                                  | Maleah Tangadik Palaos 31,20 m                                                 | Genie Gerardo Guam 26,99 m                                                             |
| Lancer du javelot | Maleah Tangadik Palaos 35,92 m                                                                           | Jacquelin Wonenberg Îles Mariannes du Nord 33,05 m                             | Genie Gerardo Guam 32,82 m                                                             |
| Pentathlon        | Jacquelin Wonenberg Îles Mariannes du Nord 2 380 points RJ                                               | Pellma Hesus Palaos 2 011 points                                               | —                                                                                      |

- Hommes

Les meilleures performances des Jeux (RJ = Record des Jeux) ont été battues sur les 800 m, lancer de javelot et octathlon. Par rapport aux Jeux de 2006, le 10 000 m, le semi-marathon, le 6 km cross-country, le cross-country par équipe et le lancer de marteau ne sont plus au programme. Le 10 km sur route fait sa première apparition.
| Épreuves          | Or                                                                              | Argent                                                                                               | Bronze                                                                             |
| 100 m             | John Howard Chuuk 11 s 04                                                       | Roman Cress Îles Marshall 11 s 20                                                                    | Tyrone Omar Îles Mariannes du Nord 11 s 32                                         |
| 200 m             | John Howard Chuuk 22 s 86                                                       | Roman Cress Îles Marshall 23 s 15                                                                    | Rodman Teltull Palaos 23 s 29                                                      |
| 400 m             | Douglas Schmidt Palaos 51 s 38                                                  | John Stills Palaos 52 s 69                                                                           | Jason Gilmete McCaffrey Pohnpei 53 s 00                                            |
| 800 m             | Derek Mandell Guam 1 min 58 s 10 RJ                                             | Douglas Schmidt Palaos 1 min 59 s 20                                                                 | Michael Gaitan Guam 2 min 5 s 39                                                   |
| 1 500 m           | Derek Mandell Guam 4 min 16 s 87                                                | Jeofry Limtiaco Pohnpei 4 min 26 s 40                                                                | Toby Castro Guam 4 min 27 s 11                                                     |
| 5 000 m           | Michael Gaitan Guam 17 min 43 s 36                                              | Toby Castro Guam 17 min 48 s 85                                                                      | A.M. Sairen Chuuk 17 min 57 s 00                                                   |
| 10 km sur route   | Derek Mandell Guam 37 min 48 s 44                                               | Rendelius Germinaro Pohnpei 38 min 30 s 67                                                           | Toby Castro Guam 39 min 39 s 58                                                    |
| 110 m haies       | Leon Mengloi Guam ?                                                             | Michael Herreros Guam ?                                                                              | Clayton Kenty Îles Mariannes du Nord ?                                             |
| 400 m haies       | Jacques Stills Palaos 1 min 0 s 96                                              | Clayton Kenty Îles Mariannes du Nord 1 min 1 s 58                                                    | Jeofry Limtiaco Guam 1 min 1 s 61                                                  |
| 4 × 100 m         | Yonder Namelo, Rusty Etipo, Yondan Namelo, John Howard Chuuk 43 s 76            | Leon Mengloi, Rodman Teltull, Rivers Reklai, John Stills Palaos 44 s 77                              | Jeffrey Bonabard, Jesse Hairens, Jayson Ernest, Justine Rodgriguez Pohnpei 44 s 78 |
| 4 × 400 m         | Douglas Schmidt, John Stills, Francis Tkel, Rodman Teltull Palaos 3 min 31 s 59 | McCaffrey Jason Gilmete, Rico Joab, Jonathan Matthew Larudine, Pahnrasko Ardos Pohnpei 3 min 32 s 00 | Derek Mandell, Michael Gaitan, Jeofry Limtiaco, Keith Muna Guam 3 min 35 s 62      |
| Saut en hauteur   | Leon Mengloi Palaos 1,73 m                                                      | John Stills Palaos 1,65 m                                                                            | Mitchell Mamis Palaos 1,65 m                                                       |
| Saut en longueur  | Jonavin Ryan Ichihara Îles Mariannes du Nord 5,82 m                             | John Stills Palaos 5,79 m                                                                            | Carson Jr. Olkeriil Palaos 5,58 m                                                  |
| Triple saut       | Douglas Schmidt Palaos 12,63 m                                                  | Pernor Hartman Chuuk 11,99 m                                                                         | Albert Juan III Guam 11,95 m                                                       |
| Lancer du poids   | Jersey Iyar Palaos 12,05 m                                                      | Ron Etscheit Pohnpei 11,45 m                                                                         | Daniel Ramngen Yap 10,94 m                                                         |
| Lancer du disque  | Clayton Maluwelgiye Pohnpei 38,15 m                                             | Edmund Faymau Yap 33,81 m                                                                            | Jersey Iyar Palaos 33,80 m                                                         |
| Lancer du javelot | Dougwin Franz Palaos 60,86 m RJ                                                 | Nick Gross Îles Mariannes du Nord 53,12 m                                                            | Jersey Iyar Palaos 50,89 m                                                         |
| Octathlon         | Leon Mengloi Palaos 4 475 points RJ                                             | Christopher Kitalong Palaos 3 941 points                                                             | Trevor Ogumoro Îles Mariannes du Nord 2 910 points                                 |

### Micronesian all around
Le micronesian all around est une discipline consistant en la combinaison de plusieurs activités caractéristiques de la Micronésie. La compétition comprend cinq épreuves pour les hommes et quatre pour les femmes.
- Femmes

La compétition rassemble deux paluannes qui terminent à égalité.
| Concurrent             | Pelage/grattage | Pelage/grattage | Lancer de lance | Lancer de lance | Plongée | Plongée | Course/Nage  | Course/Nage | Total  | Médailles |
| Jessica Blailes Palaos | 9 min 16 s 6    | 20 pts          | 80 pts          | 20 pts          | 45 s 7  | 19 pts  | 2 min 6 s 6  | 19 pts      | 78 pts |           |
| Julita Belibei Palaos  | 11 min 51 s 3   | 19 pts          | 60 pts          | 19 pts          | 32 s 7  | 20 pts  | 1 min 57 s 7 | 20 pts      | 78 pts |           |

- Hommes

La compétition masculine rassemble cinq participants.
| Concurrent                      | Montée de cocotier | Montée de cocotier | Pelage       | Pelage | Lancer de lance | Lancer de lance | Plongée à dix pieds | Plongée à dix pieds | Plongée à quinze pieds | Plongée à quinze pieds | Course/nage  | Course/nage | Total   | Médailles |
| Eugene Alfons Moses Pohnpei     | 30 s 7             | 19 pts             | 1 min 38 s 8 | 19 pts | 60 pts          | 19 pts          | 35 s 3              | 16 pts              | 47 s 6                 | 20 pts                 | 1 min 9 s 1  | 18 pts      | 111 pts |           |
| Ati Ati Libokemto Îles Marshall | 40 s 3             | 18 pts             | 1 min 36 s 7 | 20 pts | 60 pts          | 19 pts          | 32 s 2              | 19 pts              | 55 s 3                 | 18 pts                 | 1 min 12 s 5 | 17 pts      | 111 pts |           |
| Dougwin Franz Palaos            | 52 s 6             | 16 pts             | 3 min 5 s 1  | 17 pts | 20 pts          | 18 pts          | 29 s 4              | 20 pts              | 49 s 3                 | 19 pts                 | 59 s 3       | 20 pts      | 110 pts |           |
| Joseph Roman Palaos             | 30 s 2             | 20 pts             | 3 min 48 s 1 | 16 pts | 80 pts          | 20 pts          | 33 s 1              | 17 pts              | 1 min 33 s 5           | 17 pts                 | 1 min 7 s 5  | 19 pts      | 109 pts |           |
| Batin Luther Îles Marshall      | 47 s 3             | 17 pts             | 2 min 28 s 7 | 18 pts | 20 pts          | 18 pts          | 32 s 7              | 18 pts              | 1 min 57 s 2           | 16 pts                 | 1 min 20 s 0 | 16 pts      | 103 pts | 4e        |

### Va'a
La compétition de va'a s'est tenue le 5 août 2010 pour les courtes distances et le 6 août pour l'épreuve individuelle longue distance.
| Épreuves               | Or                                    | Argent                                  | Bronze                                |
| 500 m Femme individuel | ? Palaos 3 min 23 s 37                | ? Guam 3 min 25 s 71                    | ? Kosrae 3 min 52 s 03                |
| 500 m Homme individuel | ? Guam 2 min 52 s 47                  | ? Yap 3 min 1 s 68                      | ? Îles Mariannes du Nord 3 min 2 s 03 |
| 500 m Femme            | Palaos 2 min 38 s 28                  | Guam 2 min 48 s 25                      | Kosrae 2 min 50 s 34                  |
| 500 m Homme            | Guam 2 min 9 s 78                     | Yap 2 min 9 s 88                        | Îles Mariannes du Nord 2 min 15 s 22  |
| 1 500 m Femme          | Palaos 8 min 27 s 03                  | Guam 8 min 50 s 73                      | Kosrae 8 min 55 s 50                  |
| 1 500 m Homme          | Palaos 7 min 19 s 66                  | Guam 7 min 20 s 59                      | Yap 7 min 22 s 50                     |
| 10 km Femme individuel | Guam 1 h 4 min 44 s                   | Palaos 1 h 7 min 24 s                   | Pohnpei 1 h 8 min 30 s                |
| 15 km Homme individuel | Tino Faatuuala Palaos 1 h 19 min 13 s | Seperino Luzama Pohnpei 1 h 26 min 17 s | Chester Piyerigya Yap 1 h 27 min 15 s |

### Autres résultats
Les nageurs Eli Wong des Îles Mariannes du Nord et Debra Daniel de Pohnpei ont été nommés athlètes des Jeux.